# Laguna de Noguera

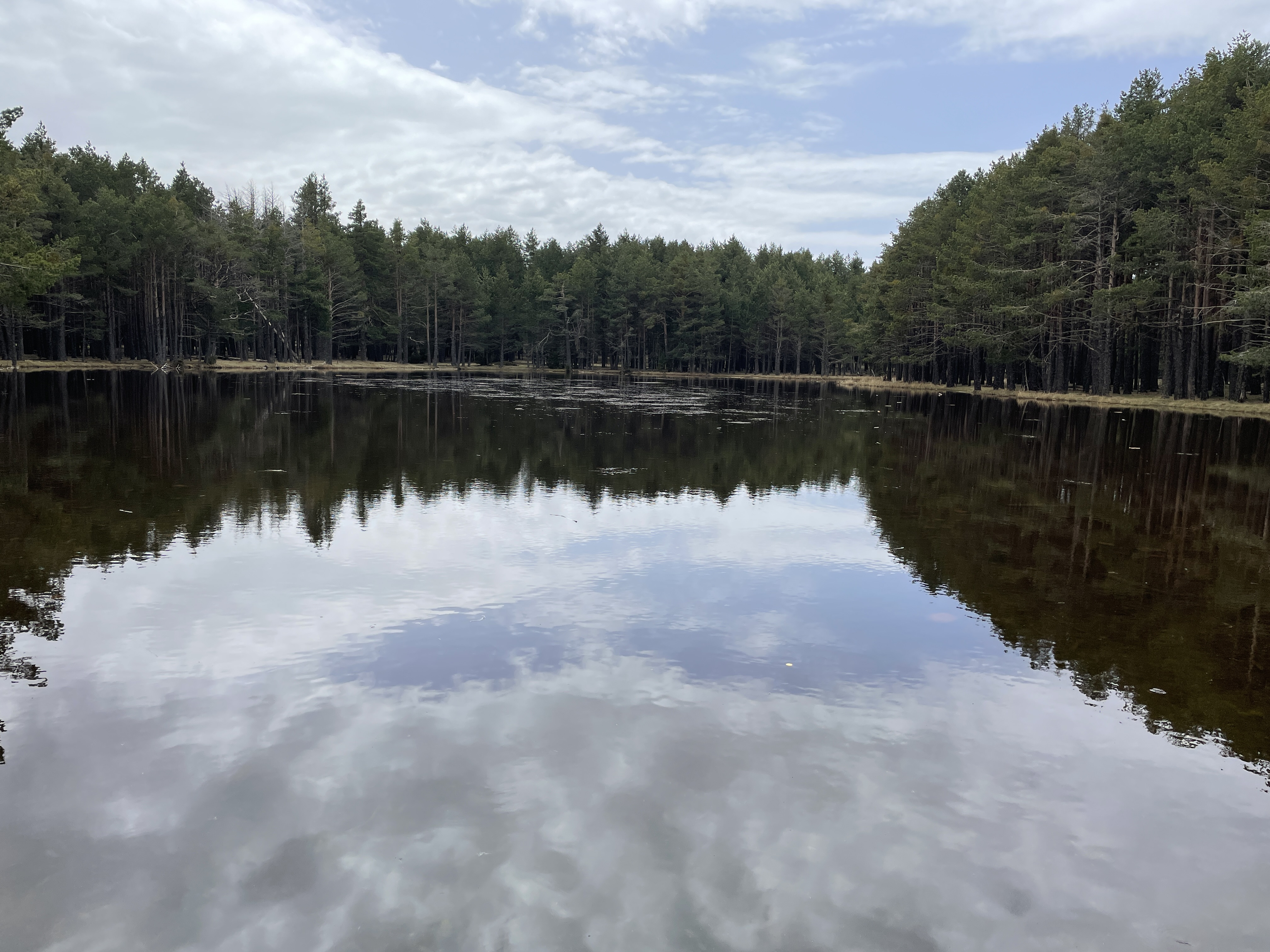
Laguna de Noguera de Albarracín

La Laguna de Noguera, también conocida en la zona como Laguna del Cerritón (por el cerro en el que se encuentra), Laguna de Peñas Agudas o Laguna del Puerto, es una laguna en el término municipal de Noguera de Albarracín, en la Comarca de la Sierra de Albarracín, provincia de Teruel, Comunidad Autónoma de Aragón, España. Se encuentra en la zona centro de la Sierra de Albarracín, conocida como Montes Universales. Está ubicada en una llanura llamada Cerro de la Laguna a 1.770 m s. n. m., y con una vegetación de pineta. En veranos muy secos, la laguna termina quedándose sin agua, aunque esta es una situación excepcional.  
Entre las especies acuáticas que hay destacan Utricularia australis y la granota Hyla arborea. Es muy frecuente en primavera y verano ver la laguna completamente rodeada de mariposas  de todos los colores y tamaños, y todas las especies que abundan en esta zona. También es frecuente poder ver ciervos y corzos, aunque estos buscan pasar más desapercibidos a la vista de los viandantes. A finales del verano y comienzos del otoño, en la zona de la laguna puede escucharse, y en contadas ocasiones puede verse, la berrea, un espectáculo de la naturaleza, que se produce en la época en la que los ciervos se encuentranen celo   

## Cómo llegar

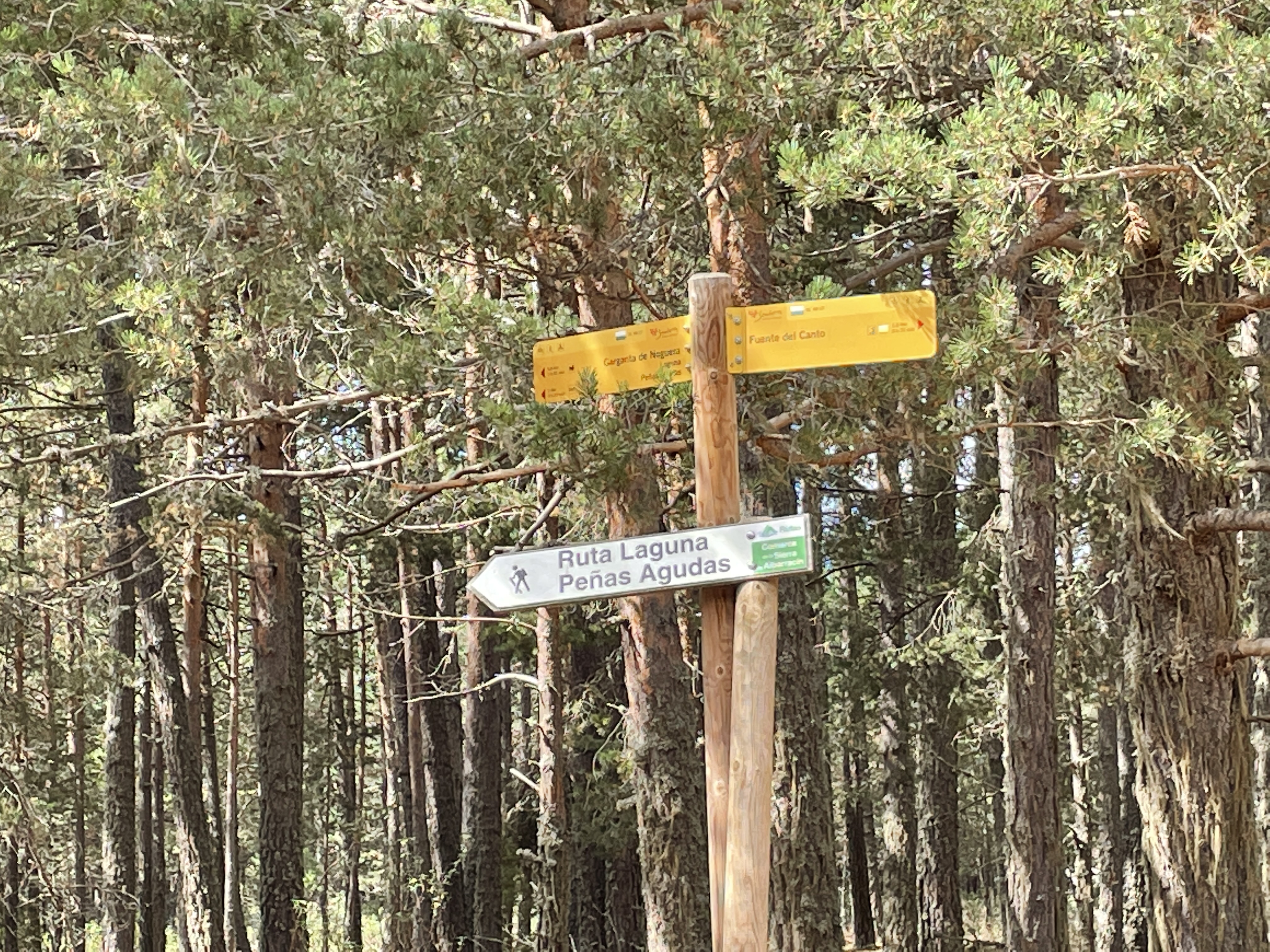
Señalización de la Senda Local Ruta de la Laguna de Noguera en el cruce con la Carretera del Puerto

Aunque la Laguna de Noguera de Albarracín se encuentra dentro del término municipal de esta localidad, su acceso suele hacerse habitualmente desde los municipios de Orihuela del Tremedal o Bronchales, a través de las distintas rutas existentes. Todas ellas aptas para circular a pie, a caballo o en bicicleta. La mayor parte de estas rutas parten de distintos puntos de la vía que une el Puerto de Orihuela del Tremedal con Bronchales, conocida como Carretera del Puerto, pasando por la conocida Fuente del Canto.
Es una excursión perfecta para hacer a pie, a caballo o en bicicleta. Existen numerosas formas de llegar a la Laguna, pero el Sendero de Bronchales - Laguna de Noguera  es el más utilizado y aceptado por todo el mundo, además de ser apto para todos los públicos. Tiene un trazado de aproximadamente 8 kilómetros, sin un gran desnivel. Una buena parte la ruta es por la Carretera del Puerto, poco transitada, y el resto por Pistas Forestales, donde solo nos encontraremos con algún otro excursionista. Todo el treyecto se encuentra perfectamente señalizado como Senda Local por la Comarca de la Sierra de Albarracín
La ruta puede finalizar con un buen almuerzo en el Área de Recreo de la Fuente del Canto, donde además de agua fresquita, disponemos de mesas de pic-nic, parque infantil, y lugares autorizados para hacer fuego y barbacoas.

## Actividad Micológica

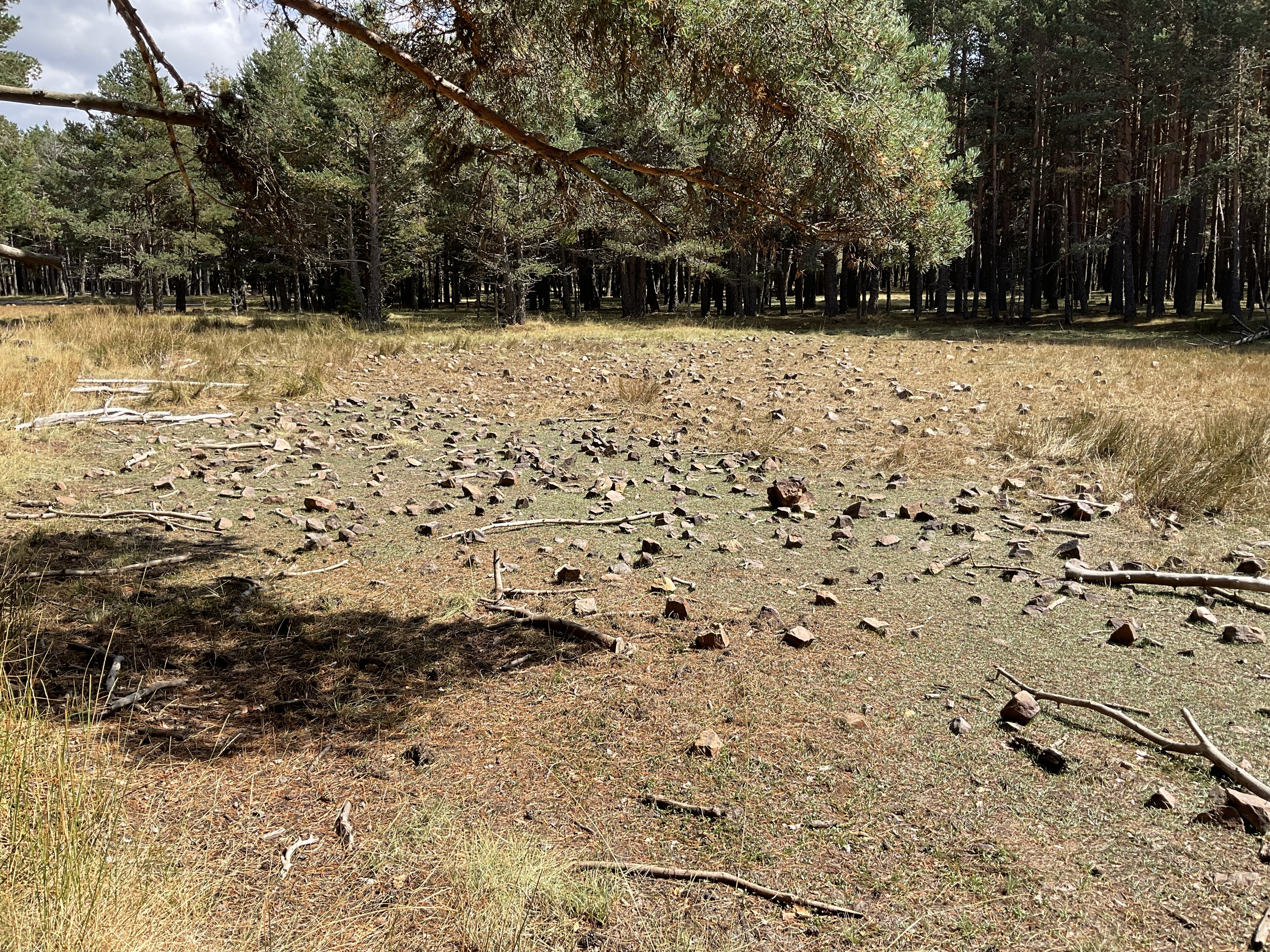
La Laguna de Noguera de Albarracín completamente seca en septiembre de 2021, después de una primavera y un verano con gran escasez de lluvias

La zona en la que se encuentra la Laguna tiene un importante valor micológico, siendo un espacio protegido y acotado por la Comarca de la Sierra de Albarracín para la recolección de muy variadas especiesde setas y hongos. En otoño destacan el Lactarius Deliciosus, más conocido como rebollón o robellón. También se pueden encontrar en esta zona los Boletus Edulis, conocidos en esta zona como "porros". En primavera, además de una escasa cantidad de Boletus Edulis, es frecuente poder recolectar los Hygrophorus Marzuolus, comúnmente conocidos como "marzuelos"
Para poder recolectar estas y otras setas u hongos que podemos encontrar en el entorno de la Laguna de Noguera, es necesario obtener un Permiso de Recolección expedido por las autoridades del Parque Micológico de la Comunidad de Albarracín.  